# Harpactirella insidiosa
Harpactirella insidiosa är en spindelart som först beskrevs av Denis 1960.  Harpactirella insidiosa ingår i släktet Harpactirella och familjen fågelspindlar.
Artens utbredningsområde är Marocko. Inga underarter finns listade i Catalogue of Life.